# Црни Тимок
Црни Тимок (или Црна река, Кривовирски Тимок) је река у источној Србији.
Река извире на јужним обронцима Кучајских планина. Одатле тече поред села Криви Вир ка североистоку и после 84 km улива се у Бели Тимок код Зајечара и заједно чине Велики Тимок или само Тимок.
Интересантно је да на неким местима има веома кривудав ток.

## Географија
Извор Црног Тимока је познат под именом Пећура и налази се испод јужних падина планине Кучај, на 375 метра надморске висине, недалеко од насеља Криви Вир. Извор чине извори из три пећине у дну кречњачког облука. Долина Црног Тимока се састоји из 3 котлине и 2 клисуре. Протиче кроз Кривовирску котлину, а код села Лукова улази у Јабланичку клисуру. Кроз њу Црни Тимок тече праволинијски, а низводно од ушћа Радованске реке изразито меандрира. Пошто прими десну притоку Арнауту, спушта се у Сумраковачко-шарбановачку котлину.
Најпознатије притоке су Злотска, Шарбановачка, Валакоњска и Оснићка река. Низводно, Црни Тимок се пробија кроз 22,5 km дугачку клисуру Баба Јоне. Извијугана, углавном усечена у адезиту и има седам укљештених меандара. У једном таквом меандру, 12 km од Зајечара, налази се Гамзиградска бања. Лековити извори између 26 и 42 степена, избијају у самом кориту Црног Тимока. Низводно од Гамзиградске бање је касноантички локалитет Феликс Ромулијана. Подигнут је крајем трећег и почетком четвртог века. Некадашњу царску палату су опасивали зидови високи преко 15 м, са кулама, а украшавали су је китњаста декорација и разнобојни подигнути мозаици, који се сматрају највреднијим античке уметности на територији Србије. Код села Звездана река улази у Зајечарску котлину, којом тече на дужини од 15 km, до састава са Белим Тимоком. Црни Тимок је дугачак 84 km, а површина његовог слива обухвата 1 233 km². Просечни протицај код Зајечара износи 12,6 km³/s.
Највиши водостаји и највећи протицаји Тимока и његових саставница су у априлу, а потом у марту, и потичу од отапања снежног покривача на планинама и пролећних киша. Најмањи протицаји су у августу и септембру и проузроковани су често дугим сушама. Ови водотоци припадају кишно-снежном водном режиму умереноконтиненталне варијанте. Воде у сливу Тимока користе се највише за наводњавање и снабдевање индустрије водом, особито у Бору који добија воду из Борског језера, док се становништво снабдева водоводском водом из каптираних крашких врела, а Неготин водом из бројних бунара. Слив Тимока изложен је снажном деловању ерозије и по томе се истиче у односу на остале реке Источне Србије. На његовој површини регистровано је 812 бујичних токова као и велики број вододерина.

## Галерија Извор Пећура, Извор Црног Тимока у селу Криви Вир
- Извориште Црног Тимока
- Извориште Црног Тимока
- Извориште Црног Тимока
- Извориште Црног Тимока
- Излетиште поред извора Црног Тимока
- Мала Клисура поред изворишта Пећура
- Извор црног Тимока у селу Криви Вир
- Недалеко од извора Црног Тимока